# Oboserski
Oboserski (russisch Обозерский) ist eine Siedlung städtischen Typs in Nordwestrussland. Der Ort gehört zur Oblast Archangelsk und hat 3620 Einwohner (Stand 14. Oktober 2010). Er befindet sich im Rajon Plessezk.

## Geographie
Oboserski befindet sich etwa 120 Kilometer südlich der Oblasthauptstadt Archangelsk. Die Stadt Plessezk, das administrative Zentrum des Rajon, befindet sich 82 Kilometer südlich der Siedlung. Im Westen von Oboserski befindet sich der See Obosero (Обозеро), nach welchem die Siedlung benannt ist. In den See münden die Flüsse Ileksa und Tschornaja (Черная). Dem Obosero entspringt der Fluss Waimuga (Ваймуга), welcher im Norden durch die Siedlung verlaufend über den Fluss Jemza (Емца) linksseitig mit der Nördlichen Dwina verbunden ist.

## Geschichte
Oboserski entstand Ende des 19. Jahrhunderts mit der Ansiedlung von Waldarbeitern der Forstindustrie. 1910 wurde die Eisenbahnstation Oboserskaja eröffnet. Im Jahr 1958 erhielt Oboserski den Status einer Siedlung städtischen Typs.
Bereits im 15. Jahrhundert wurde auf dem Gebiet des heutigen Oboserski das Dorf Malyje Oserki (Малые Озерки) gegründet. Mit der Kollektivierung zu Sowjetzeiten wurde das Dorf zu einer landwirtschaftlichen Produktionsgenossenschaft (сельхозартель) mit dem Namen Lewatschewa (Левачева) und wenig später mit der Kolchose Nowy Put (Новый путь) zusammengelegt. Nach der Umgestaltung der Kolchosen zu Sowchos, war die Siedlung zeitweise Teil der Sowchos des großen Dorfes Sawinski, bevor sie später zerfiel. Einige der Häuser wurden in der Siedlung Oboserski neu aufgebaut.

## Einwohnerentwicklung
Die folgende Übersicht zeigt die Entwicklung der Einwohnerzahlen von Oboserski.
| Jahr | Einwohner |
| ---- | --------- |
| 1959 | 7174      |
| 1970 | 7636      |
| 1979 | 7457      |
| 1989 | 5837      |
| 2002 | 3725      |
| 2010 | 3620      |

Anmerkung: Volkszählungsdaten

## Wirtschaft und Infrastruktur
Oboserski ist eine Station der Nordeisenbahn auf der Strecke Moskau – Archangelsk sowie ein wichtiger Eisenbahnknotenpunkt. Neben der Forstwirtschaft gibt es einen großen Baumaterialienbetrieb (Kalkstein). In Oboserski werden außerdem Lokomotiven und Eisenbahnen gewartet.

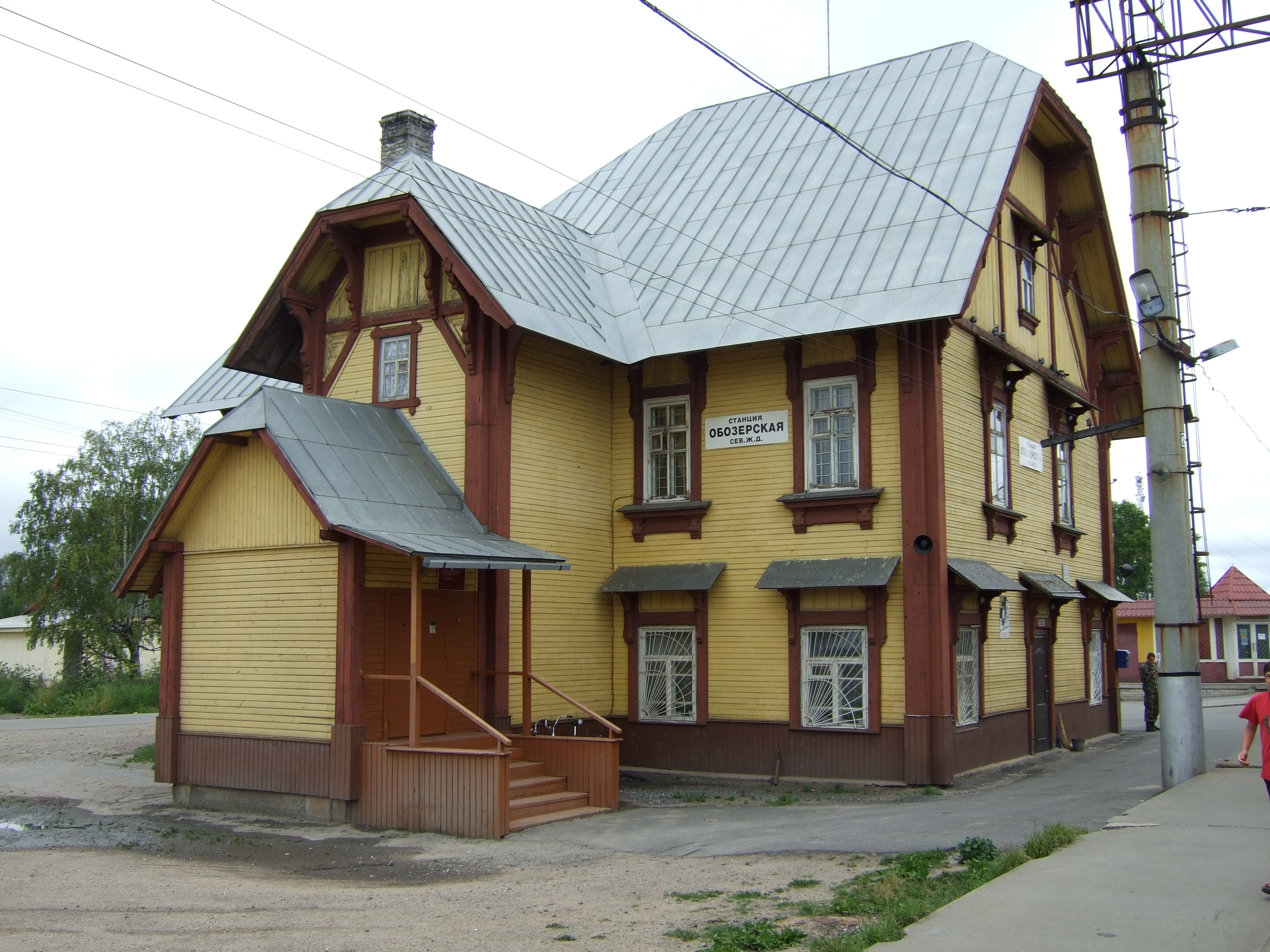
Die Eisenbahnstation Oboserskaja
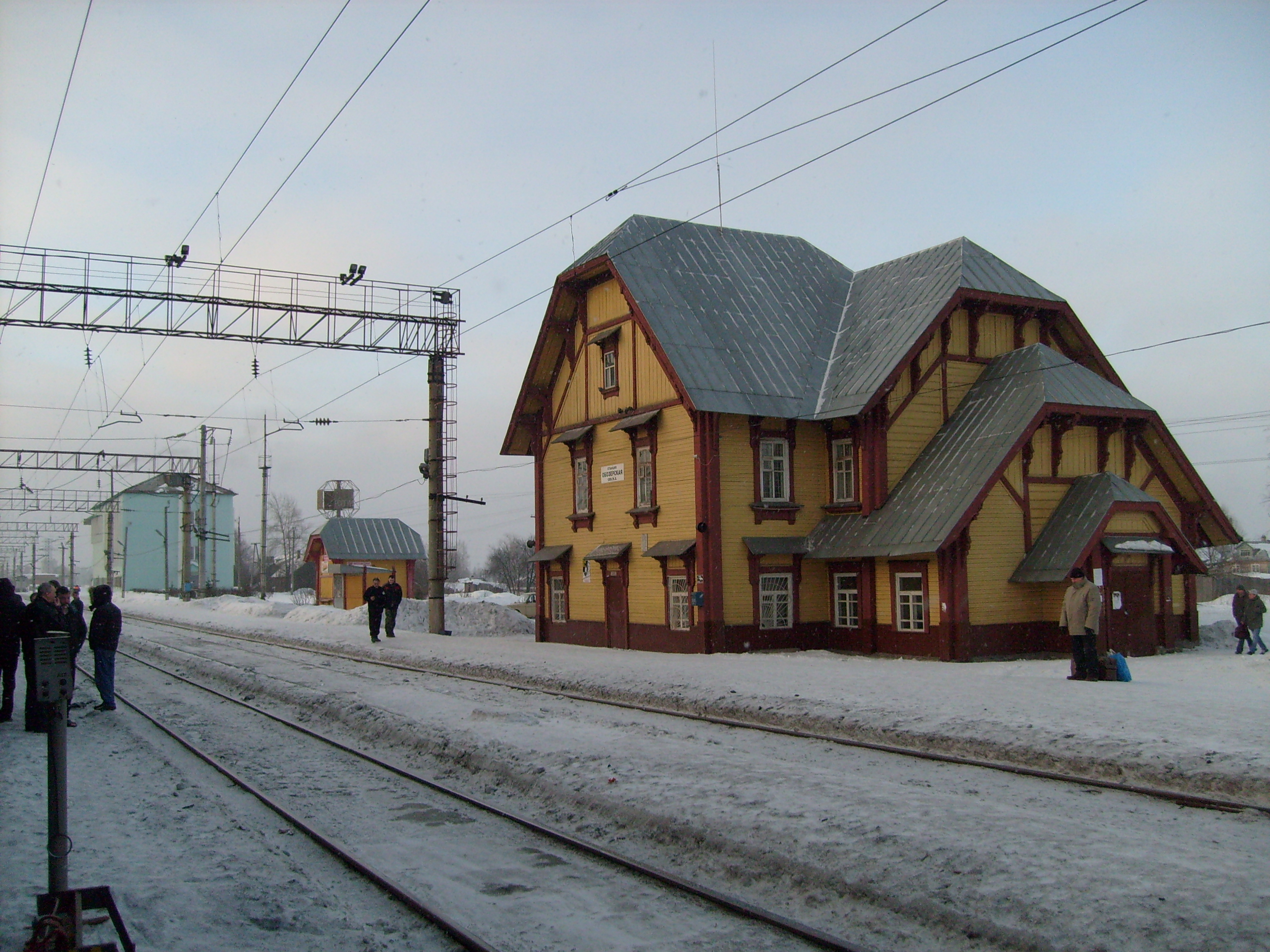
Bahnhof von Oboserski (Blick in Richtung Süden)